# Concordato fallimentare
Il concordato fallimentare, nell'ordinamento giuridico italiano, è una causa legale di cessazione del fallimento. Esso è uno strumento volto a realizzare il soddisfacimento di tutti i creditori ammessi al passivo.
Rispetto alla liquidazione fallimentare dell'attivo, il concordato consente difatti al fallito di sanare definitivamente i propri debiti attraverso una sorta di accordo con il ceto creditorio, che può prevedere il pagamento anche parziale dei debiti, la  dilazione o ristrutturazione degli stessi; consente inoltre la liberazione dei beni sottoposti allo spossessamento fallimentare e non espone alle possibili conseguenze penali connesse al fallimento.

## Disciplina normativa
La materia è disciplinata dagli artt. 124 al 159 del  regio decreto legge 16 marzo 1942, n. 267 (legge fallimentare). Con le modifiche attuate dal d.lgs 9 gennaio 2006 n. 5 e dal  d.lgs correttivo 12 settembre 2007, n. 169, il legislatore ha avvertito la necessità di semplificare la disciplina di questo istituto ed accelerarne l'applicazione.

## La proposta di concordato
La proposta di concordato può essere presentata da uno o più creditori, da un terzo e dal fallito (art. 124 l. fall.). Nel primo e nel secondo caso può essere presentata anche prima che sia stato reso esecutivo lo stato passivo, ma è necessario che sia stata tenuta la contabilità per consentire al curatore di predisporre un elenco provvisorio dei creditori da sottoporre all'approvazione del giudice delegato. Il fallito può presentare la proposta di concordato solo dopo un anno dalla dichiarazione di fallimento ed entro due anni dal decreto che rende esecutivo lo stato passivo.

### Contenuto
Il contenuto della proposta può prevedere:
1. la suddivisione dei creditori in classi secondo posizione giuridica ed interessi economici omogenei;
2. trattamenti differenziati tra i creditori appartenenti a classi diverse; tuttavia, il trattamento stabilito per ciascuna classe non può avere l'effetto di alterare l'ordine delle cause legittime di prelazione;
3. la ristrutturazione dei debiti e la soddisfazione dei crediti attraverso qualsiasi forma: oltre al più consueto pagamento in percentuale e/o dilazionato (concordato misto), si può prevedere una serie aperta di operazioni, comprese la cessione dei beni, l'attribuzione di azioni, quote, obbligazioni anche convertibili o altri strumenti finanziari e titoli di debito.

Non è più considerato come requisito necessario della proposta il pagamento integrale ai creditori muniti di diritto di prelazione (privilegio, pegno o ipoteca). Infatti, è possibile prevedere nel piano la loro soddisfazione anche solo parziale, purché essa non sia inferiore a quella realizzabile sul ricavo in caso di liquidazione del bene su cui insiste la prelazione e ciò sia attestato dalla relazione di un professionista nominato dal tribunale tra gli iscritti nel registro dei revisori contabili il quale sia in possesso dei requisiti per essere nominato curatore fallimentare e dunque deve trattarsi di un avvocato, dottore commercialista, ragioniere o ragioniere commercialista operante anche in forma di associazione professionale o società di professionisti.
La proposta presentata dai creditori o da un terzo può prevedere la figura dell'assuntore, cioè un soggetto terzo che assume su di sé il rischio proprio del fallimento in due formule: o con liberazione immediata del fallito (accollo privativo o liberatorio) o senza liberazione del fallito (accollo cumulativo). La figura dell'assuntore resta distinta da quella del fideiussore, il quale non condivide la proposta di concordato ma resta coobbligato in solido verso il fallimento, seppure in modo accessorio.

### Presentazione e votazione della proposta
La proposta di concordato deve essere esaminata dal giudice delegato previo parere del comitato dei creditori (vincolante) e del curatore (non vincolante). Il giudice delegato interviene sulla correttezza delle formalità mentre, se vi è suddivisione in classi, è necessario il giudizio del tribunale che verifica la correttezza dei criteri di formazione e trattamento delle classi (art. 125 l. fall.). In ogni caso, non si giudica più sul merito, avendo la riforma posto l'accento più sulla funzione di controllo complessivo degli organi giurisdizionali sull'attività degli altri organi. In assenza di dichiarazioni di dissenso vige il principio del silenzio-assenso; pertanto, i creditori che tacciono si ritengono favorevoli.
La proposta è approvata con la maggioranza dei crediti ammessi al voto; in presenza di più classi di crediti è necessaria anche la maggioranza delle classi. Non votano i creditori privilegiati per i quali la proposta preveda l'integrale pagamento (nel senso di adempimento esatto e alla scadenza); i privilegiati non integralmente pagati votano invece per la parte non soddisfatta (art. 127 l. fall.); nel silenzio del legislatore e in assenza di diversa indicazione, si ritiene che i creditori integralmente soddisfatti ma non con un pagamento integrale (dunque non esatto e/o dilazionato) votino per l'intero loro credito.

## Il giudizio di omologazione e le fasi successive
All'omologazione provvede il tribunale fallimentare previo controllo di legalità e non di merito (art. 129 l. fall.). Contro l'omologazione può essere proposta opposizione da parte di chiunque abbia interesse alla prosecuzione del fallimento. La nuova procedura, fortemente modificata, prevede l'omologazione, in assenza di opposizione, con decreto; in presenza di opposizioni da parte dei creditori appartenenti ad una classe dissenziente il tribunale può omologare ugualmente il concordato malgrado l'opposizione qualora ritenga la soluzione concordataria non peggiore delle alternative concretamente praticabili (cosiddetto cram down, letteralmente "trangugiare", istituto mutuato dalla tradizione nordamericana del Chapter 11).
Contro il decreto di omologazione si può proporre reclamo con ricorso dinanzi alla Corte d'appello, da proporsi nel termine perentorio di trenta giorni dalla notificazione del decreto stesso. Spirati i termini di opposizione all'omologazione il Tribunale dichiara chiuso il fallimento.
Il concordato fallimentare una volta omologato è obbligatorio per tutti i creditori anteriori al fallimento, compresi quelli che non hanno presentato domanda di ammissione al passivo (cosiddetto effetto esdebitativo: art. 135 l. fall.). L'efficacia del concordato produce due effetti immediati: vincola coloro che si sono obbligati verso il fallimento agli obblighi assunti e rende obbligatorio il concordato per tutti i creditori anteriori all'apertura del fallimento.

## Annullamento
Il concordato può comunque essere risolto o annullato (artt. 137 e 138 l. fall.): risolto in caso di inadempimento degli obblighi concordatari o non vengano costituite le garanzie promesse; annullato quando viene dolosamente esagerato il passivo ovvero sottratta o dissimulata parte rilevante dell'attivo.

Annullato o risolto il concordato il fallimento si riapre automaticamente (art. 140 l. fall.); quanto già ripartito fra i creditori non deve comunque essere restituito e valgono le garanzie già omologate nel concordato.